# Rio Cârligate
O Rio Cârligate é um rio da Romênia, afluente do Iada, localizado no distrito de Bihor.